# Sticta rutilans
Sticta rutilans är en lavart som först beskrevs av Stirt., och fick sitt nu gällande namn av Alexander Zahlbruckner. Sticta rutilans ingår i släktet Sticta och familjen Lobariaceae.   Inga underarter finns listade i Catalogue of Life.